# تادائوس اچ. کیراوی
تادائوس اچ. کیراوی (به انگلیسی: Thaddeus H. Caraway) سناتور سابق عضو حزب دموکرات ایالات متحده آمریکا بود. وی در سال ۱۹۲۱ تا ۱۹۳۱ میلادی سناتور ایالت آرکانزاس در سنای ایالات متحده آمریکا بود.